# おとら狐
おとら狐（おとらぎつね）とは、愛知県に伝わる狐の妖怪。

## 概要
おとら狐は人間に取り憑き、様々な悪戯する妖怪で、取り憑かれた人間は常時では考えられない言動を行う。「おとら狐」の語源はおとらという娘に狐が取り憑いたことから。
狐憑きの地方版と考えられる。
取り憑かれた者は左眼から眼脂を流し、左足が病むという。これは、かつて長篠の戦いにおいて鉄砲の流れ弾を受けた為と言い伝えられている。憑かれる者の多くは病人であり、憑かれると長篠の合戦のことや身の上話をよく語るようになるともいう。
おとら狐が人に憑くのは、本来長篠城の稲荷社の使いであったおとら狐が、長篠の合戦後に社を放置されたことを恨んでいるためといい、後にそれを鎮めるために長篠城の城藪稲荷におとら狐が祀られたと伝えられる。後に社は、愛知県新城市の大通寺に移されている。

## 主な伝承
愛知県の郷土研究社が1916年に出版した『郷土研究』にはおとら狐に取り憑かれた人間のさまざまな様子が伝承として記録されている。
- 老人がおとら狐に取り憑かれた。歯が無いのに生魚をバリバリと食べていた[1]。
- 寝たきりの老婆におとら狐が取り憑き、一晩中踊り明かした翌朝に亡くなった[4]。
- 病気療養をしていた母におとら狐が取り憑いた。排泄物には与えていない物が入っていた[4]。

また、同書にはおとら狐を取り除く方法として、まず陰陽師や修験者に祈祷を依頼し、それでも効果がないときには秋葉山の奥に住む山住様（御犬様）を迎えてくると良いと記されている。犬神によっておとら狐の部分のみを食ってくれるという記述もある。ただし犬神に頼む際には、家族や家で飼っている生き物の名前をすべて挙げてお願いしなければ、名前の挙げられなかった者はおとら狐による害を被ってしまうという。